# Motionscykelløb
Motionsløb indenfor cykling er cykelløb for motionister. Motionister er folk, der bruger sporten til at holde sig i form. Motionsløb kan være en hobby og kan være en måde at få venner på. Motionsløbene bruger man til at træne sig, men også for at møde nye mennesker og konkurrere med venner, om hvem der er bedst. Man kan eventuelt få et diplom med hjem, så man har mindet om en oplevelse. 
Cykelmotionsløb er bl.a. Sønderjylland rundt på cykel, Amager Rundt, Mølleåturen, Sjælsø Rundt, Sjælland på tværs, Sjælland Rundt, Helsinge Rundt, Aarhus-København og Tour de Vest. Der er også løb i udlandet, f.eks. styrkeprøverne i Norge og Sverige og Paris-Brest-Paris i Frankrig.